# Remilitaryzacja Nadrenii

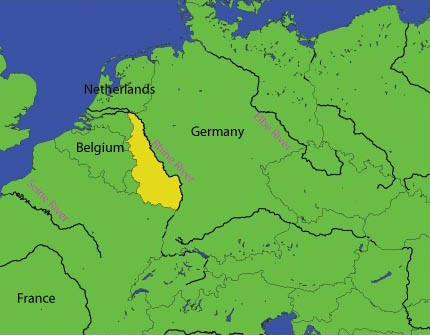
Lokalizacja Nadrenii

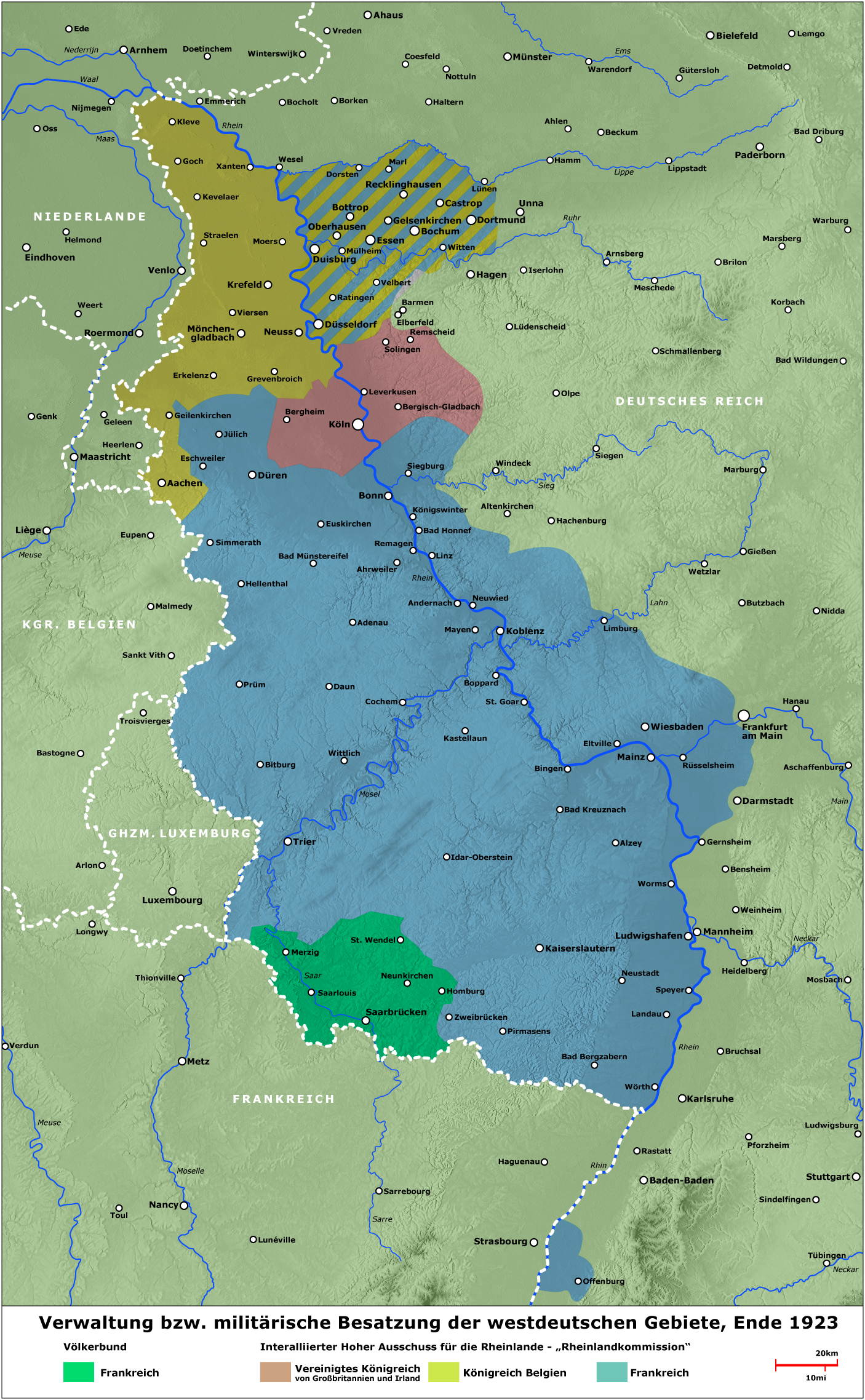
Mapa Nadrenii z zaznaczonymi obszarami zdemilitaryzowanymi i strefami okupowanymi do 1930 przez wojska Ententy

Remilitaryzacja Nadrenii – zajęcie przez siły nowo utworzonego Wehrmachtu terenu Nadrenii (obecnie w granicach krajów związkowych Nadrenia-Palatynat i Nadrenia Północna-Westfalia), obszaru tzw. strefy zdemilitaryzowanej, 7 marca 1936 roku. Strefa powstała w wyniku ustaleń traktatu wersalskiego z 1919 roku, kończącego I wojnę światową.

## Wstęp
Na mocy ustaleń art. 42–4 traktatu wersalskiego, podpisanego 28 czerwca 1919 roku, wprowadzono demilitaryzację Nadrenii, polegającą na tym, że na terenie lewobrzeżnej Nadrenii i 50-kilometrowym pasie wzdłuż prawego brzegu Renu zakazano Niemcom posiadania wojsk i fortyfikacji. Obszar zdemilitaryzowany znajdował się wzdłuż zachodniej niemieckiej granicy z Francją, Luksemburgiem, Belgią i częściowo z Holandią. W przypadku niemieckiego ataku miało to dać Francji czas i możliwość zablokowania go jeszcze na terytorium Niemiec. Dodatkowo armia francuska mogłaby zająć pobliskie Zagłębie Ruhry, przemysłowe serce Niemiec.
W zawartym 16 października 1925 roku traktacie z Locarno podtrzymano zdemilitaryzowany status Nadrenii i ustalono go jako permanentny. Na mocy traktatu wersalskiego (art. 428–432) alianckie wojska okupacyjne miały opuścić Nadrenię do 1935 roku. Jednak faktycznie opuściły ją już w 1930 roku, w wyniku ustaleń na konferencji w Hadze w sprawie ograniczenia niemieckich reparacji wojennych. Ostatni żołnierze brytyjscy opuścili Nadrenię w końcu 1929 roku, a francuscy w czerwcu 1930.

## Niemiecka remilitaryzacja
Preludium do akcji remilitaryzacyjnej dokonanej przez Niemcy były dwa akty: układ w Rapallo (tajne porozumienie między Reichswerą i Armią Czerwoną z 11 sierpnia 1922 roku o współpracy wojskowej) oraz deklaracja pięciu mocarstw (Wielkiej Brytanii, Francji, Włoch, Stanów Zjednoczonych i Rzeszy Niemieckiej) z 11 grudnia 1932 roku przyznająca Niemcom prawo do równości w zbrojeniach. Jesienią 1933 roku Niemcy występują z Ligi Narodów. Rozpoczęła się polityka appeasementu względem narodów powstałych w wyniku podpisania traktatu wersalskiego, w tym wobec Polski, na temat ustępstw terytorialnych. Minister spraw zagranicznych Francji, Louis Barthou, został zabity w zamachu w Marsylii w październiku 1934. 16 marca 1935 kanclerz Rzeszy Adolf Hitler odrzucił traktat wersalski "wrogo nastawiony wobec Niemiec", przywrócił pobór do wojska, ogłosił program budowy lotnictwa wojskowego i publicznie ogłosił remilitaryzację Niemiec. 18 czerwca 1935 roku między Londynem i Berlinem stanął układ morski, na mocy którego Anglia dawała Niemcom wolną rękę w zbrojeniach morskich (bez przekraczania poziomu 3/5 tonażu brytyjskiej floty wojennej). Na początku 1936 roku brytyjski minister spraw zagranicznych sir Anthony Eden wysunął w tajemnicy propozycję, która w jego zamyśle miała rozwiązać problem niemiecki. Plan ten zakładał powrót Niemiec do Ligi Narodów, przyjęcie ograniczenia zbrojeń i rezygnację z roszczeń terytorialnych w Europie, w zamian za remilitaryzację Nadrenii, powrót byłych niemieckich kolonii afrykańskich oraz niemiecki „priorytet gospodarczy wzdłuż Dunaju”. Plan nie doszedł do skutku. 27 lutego 1936 roku Francja w obawie o swoje bezpieczeństwo na wschodniej granicy i w odpowiedzi na przygotowania Hitlera do remilitaryzacji Nadrenii, podpisuje pakt z Sowietami.
W styczniu 1936 roku niemiecki führer Adolf Hitler zdecydował o remilitaryzacji Nadrenii, choć pierwotnie planowana była na rok 1937. Do zmiany planów skłoniła Hitlera m.in. ratyfikacja przez francuski parlament francusko-sowieckiego paktu o wzajemnej pomocy z 1935 roku, co też posłużyło mu jako argument do remilitaryzacji Nadrenii wobec groźby francusko-sowieckiego okrążenia. Zdaniem brytyjskich historyków przyspieszenie remilitaryzacji miało też odwrócić uwagę opinii publicznej od kryzysu gospodarczego w Niemczech w latach 1935–1936.
12 lutego Hitler powiadomił ministra sił zbrojnych Wernera von Blomberga o swoich planach, a głównodowodzącego wojsk lądowych Wernera von Fritscha zapytał, jak szybko można przerzucić do Nadrenii kilka batalionów piechoty i baterię artylerii. Fritsch odpowiedział, że potrzebuje na to 3 dni, lecz armia niemiecka nie jest w stanie walczyć z armią francuską. Szef Sztabu Generalnego gen. Ludwig Beck ostrzegł Hitlera, że armia niemiecka nie byłaby w stanie skutecznie bronić Niemiec w razie francuskich ataków odwetowych. Hitler zapewnił Fritscha, że wojska niemieckie zostaną natychmiast wycofane w przypadku francuskiej interwencji zbrojnej. Operacja otrzymała kryptonim Winterübung (pol. Zimowe ćwiczenia). Ostateczny rozkaz Hitler wydał 5 marca.
22 lutego 1936 roku Benito Mussolini, rozżalony na Ligę Narodów za sankcje ekonomiczne nałożone na Włochy w wyniku agresji Włoch na Etiopię, powiedział ambasadorowi Niemiec w Rzymie, Ulrichowi von Hassell, że pogwałci ustalenia z Locarno, jeśli Niemcy zremilitaryzują Nadrenię.
Zaraz po świcie 7 marca 1936 roku dziewiętnaście niemieckich batalionów piechoty oraz kilka samolotów przekroczyło granice Nadrenii. Do godziny 11.00 osiągnęły linię Renu, a trzy bataliony przeszły na jego drugi brzeg. Gdy niemieckie oddziały rozpoznawcze odkryły, że na granicy niemiecko-francuskiej gromadzą się tysiące żołnierzy francuskich, von Blomberg błagał Hitlera o wycofanie wojsk. Hitler zapytał Blomberga, czy Francuzi przekroczyli granicę, a zapewniony, że nie miało to miejsca, kazał czekać Blombergowi do momentu, gdy to się stanie. Stojący na czele armii francuskiej gen. Maurice Gamelin bezskutecznie nalegał na francuski rząd, by pozwolił mu przeciwdziałać i wkroczyć do Nadrenii.
Na zajętym terenie Niemcy pospiesznie rozpoczęli wznoszenie granicznych umocnień fortecznych (Linia Zygfryda). Heinz Guderian, przesłuchiwany przez Francuzów po zakończeniu wojny, stwierdził, że gdyby Francuzi wkroczyli do Nadrenii w 1936 roku, Hitler by upadł. Zdaniem samego Hitlera pierwsze 48 godzin po wkroczeniu do Nadrenii było najbardziej nerwowe w jego życiu. Gdyby Francuzi wkroczyli, Niemcy musieliby wycofać się z „podkulonymi ogonami”, a zasoby wojskowe nie pozwoliłyby na stawianie nawet umiarkowanego oporu.

## Reakcje
Zdaniem historyków, którzy nie mieli dostępu do francuskich archiwów odtajnionych w 1970 roku, Francja pomimo posiadania nieporównanie większej armii od niemieckiej i możliwości zmobilizowania 100 kolejnych dywizji piechoty, nie była przygotowana psychicznie do agresji wobec Niemiec. Opinia ta została ostatecznie odrzucona, a oficjalnym powodem była sytuacja gospodarcza Francji pogrążonej w kryzysie – mobilizacja była w tym okresie zbyt kosztowna. Francuzi uznali także, że nie stać ich na prowadzenie długotrwałej wojny na kontynencie i wobec braku zapewnień ze strony Wielkiej Brytanii o pomocy wojskowej na kontynencie, nie podjęli decyzji o interwencji. Wpływ na to miały także zbliżające się we Francji wybory.
Reakcje w Wielkiej Brytanii były bardzo różne, jednak brytyjsko-francuskie rozmowy sztabowe wynikające ze wzajemnych zobowiązań zostały przerwane już po pięciu dniach. 12 marca 1936 roku konserwatywny poseł Winston Churchill domagał się podczas posiedzenia Izby Gmin koordynacji działań francusko-brytyjskich w ramach Ligi Narodów, aby pomóc Francji przeciwstawić się niemieckiej remilitaryzacji Nadrenii, ale nigdy się to ostatecznie nie stało. Królem Wielkiej Brytanii był ówcześnie Edward VIII Windsor, przychylny nazistom.
Belgia, która przestała być krajem neutralnym, w wyniku remilitaryzacji Nadrenii znów skłaniała się ku neutralności. W wypowiedzi z 14 października 1936 roku król Leopold III Koburg powiedział, że remilitaryzacja Nadrenii, która zakończyła porozumienie z Locarno i postawiła Belgię w sytuacji wojny, zmusza Belgię do skupienia się na własnych interesach i niemieszania do sporów sąsiadów.
Polska zapowiedziała, że będzie respektować postanowienia polsko-francuskiego sojuszu zawartego w 1921 r., choć według jego ustaleń Polska miała wspierać Francję, tylko jeśli armia niemiecka wkroczy na terytorium Francji. Na forum Ligi Narodów Polska wstrzymała się od głosowania w sprawie remilitaryzacji.
11 marca 1936 Rada Ligi Narodów, zebrana w Londynie, jednomyślnie oświadczyła, że remilitaryzacja była złamaniem postanowień art. 43 traktatu wersalskiego, a także traktatu z Locarno. Jedynym głosującym za sankcjami wobec Niemiec był Maksim Litwinow – delegat ZSRR. Hitler został zaproszony na spotkanie w sprawie zawarcia nowych ustaleń dotyczących bezpieczeństwa europejskiego. On sam zaproponował pakt o nieagresji wobec Francji i Wielkiej Brytanii, ale nigdy nie podał szczegółów.